# پائول سانتوس (بازیکن فوتبال پرتغال)
پائول سانتوس (انگلیسی: Paulo Santos؛ زادهٔ ۱۱ دسامبر ۱۹۷۲) یک بازیکن فوتبال اهل پرتغال است.
وی همچنین در تیم ملی فوتبال پرتغال بازی کرده‌است.